# Варнеке Борис Васильович
Борис Васильович Варнеке (*3 (15) червня 1874 — †31 липня 1944) — історик театру, філолог, заслужений діяч науки Української РСР, доктор наук, професор.

## Життєпис
Б. В. Варнеке народився у Москві, у будинку бабки, прізвище якої успадкував (у метриці — Варнике), його батьки невідомі. В 1884 році з 8 років був змушений працювати дитячим статистом у театрі опереткової трупи Лентовського М. В., що на довгі роки визначило його любов до театру.
По закінченні 1-ї Московської гімназії вступив у Санкт-Петербурзький історико-філологічний інститут, який закінчив у 1898 році. Серед його вчителів — Соколова Ф. Ф. та Ф. Зелінського Т. Ф.
У 1898 році по закінченні університету був залишений для підготовки до професорського звання. Викладав класичні, німецьку й французьку мови в гімназіях (як казеннокоштний студент він повинен був відробити у відомстві Міністерства народної освіти не менш 6 років): 5-й Санкт-Петербурзькій гімназії, Царскосельській гімназії. В 1901—1904 роках працював приват-доцентом Санкт-Петербурзького університету.
В 1903 році у Санкт-Петербурзькому університеті захистив магістерську дисертацію «Нариси історії давньоримського театру», а 1906 році у Московському університеті — докторську дисертацію «Спостереження над давньоримською комедією. До історії типів».
З 1904 року був екстраординарним, а з 1906 року — ординарним професором Казанського університету на кафедрі класичної філології.
У 1910 році за пропозицією Ернста фон Штерна, що переїхав до Галле-Віттенберзького університету, був обраний ординарним професором Імператорського Новоросійського університету на кафедрі класичної філології. Під час роботи в університеті в літні канікули стажувався в університетах Геттінгена та Лейпцига (Німеччина), відвідав Малу Азію, де вивчав залишки давньогрецьких театрів у Мілеті, Прієнє та Ефесі. З березня 1911 року читав курс із римської історії на Одеських вищих жіночих курсах.
Активно працював і в Одеському товаристві історії і старожитностей, упродовж 6 років (1913—1919) завідував музеєм товариства (див. «Одеський археологічний музей»).
В 1902—1914 роках був консультантом при Імператорських театрах і викладав у приватній театральній школі О. Рахманової в Одесі. Його монографія «рос. История русского театра» перевидавалася три рази (1908—1910, 1913, 1939), а вийшла в 1940 р. «рос. История античного театра» була перевидана в 2003 р.
В 1920—1930 роках, після закриття Імператорського Новоросійського університету, викладав в Одеському Інституті Народної Освіти (ОІНО) (1920—1930 рр.), в Археологічному інституті (1921—1922), в Одеському театральному технікумі, в Одеському педагогічному інституті (1930—1937 рр.), а з 1937 року — в Одеському державному університеті, приймав екзамени з латинської мови в Медичному інституті.
За радянської влади Б. Варнеке був завідувачем художньої ради одеських театрів (1919), головою художньої ради Одеського театру опери і балету (1934—1935), головою театральної секції при Одеському обласному пушкінському комітеті (1937). Володів грецькою, латинською, італійською, німецькою, іспанською мовами.
У роки Другої світової війни не зміг евакуюватися разом з Одеським університетом й залишився в окупованій Одесі. Єдиною можливістю прогодувати себе й дружину було читання лекцій у Румунському королівському університеті Трансністрії. При університеті був створений центр Антикомуністичної пропаганди, у лектори якого румунська влада записала багатьох викладачів університету, у тому числі і його. Ніякої активної діяльності він не проводив, але через місяць після звільнення Одеси 10 квітня 1944 р. був заарештований НКВС за обвинуваченням у буцімто «зраді Батьківщини» (ст. 54 п. 1а КК УРСР).
31 липня 1944 р. помер у Києві в лікарні при обласній Лук'янівській в'язниці.
29 листопада 1955 реабілітований «за недоведеністю пред'явленого обвинувачення».

## Праці
До 1941 року список його праць нараховував понад 150 публікацій, не рахуючи газетних і бібліографічних заміток.
- История античного театра. — М.-Л., 1940; — Одесса, 2003.
- Античний театр. — Харків, 1929. [Архівовано 19 лютого 2019 у Wayback Machine.]
- Библиографический список научных трудов профессора Б. В. Варнеке. 1889—1924. — Одесса, 1925.
- Как играли древнеримские актёры // «Филологическое обозрение». — 1900.
- Очерки из истории древнеримского театра: Магистерская диссертация. — СПб., 1903.
- Политическая роль античного театра //Филологические записки. —1904. — Вып.1;
- Наблюдения над древнеримской комедией. К истории типов: Диссертация. — Казань, 1905.
- Женский вопрос на афинской сцене. — Казань, 1905.
- Античные терракоты // Известия Общества археологии, истории и этнографии. — Т. XXII.— Вып. 4. — Казань, 1906. — С.231—248.
- Новейшая литература о мимах. — Казань, 1907.
- Новый сборник документов по истории аттического театра // Ученые записки Казанского университета. —1908. — № 1. — С.1—32.
- Новые комедии Менандра // Ученые записки Казанского университета. —1908.
- История русского театра: в 2-х томах. — Казань, 1908—1910 (2-е изд. — 1913).
- История русского театра XVII—XIX вв. — М.—Л., 1939.
- Новые домыслы о происхождении греческой комедии // Сборник статей, изданный Императорским Одесским обществом истории и древностей в честь почетного члена Э. Р. фон Штерна. — Одесса, 1912. — С. 284—328.
- Новые древности из Керчи // Записки Императорского Одесского общества истории и древностей. Т. XXXII. Одесса, 1915. — С.128—137.
- Актеры древней Греции. — Одесса, 1919.
- К истолкованию «драмы сатиров» // Доклады АН СССР. Серия В. — 1925. — Июль-декабрь. — С.67—69.
- Театр в греческих колониях северного побережья Черного моря // Известия Таврического общества истории, археологии и этнографии. — Симферополь, 1927. — Вып. 1 (58). — С. 28—29.
- Легенди про походження Скитів // Ювілейний збірник на пошану академика Михайла Сергієвича Грушевського з нагоди шістьдесятої річниці життя та сорокових роковин наукової діяльности. – Київ : Українська Академія Наук (№ 76),  1928. – Т. І. – С. 133-135.
- Пушкин о Горации.// Наукові записки Одеського державного педагогічного інституту. — Т. 1. Роботи кафедр літератури і мови. — Одеса, 1939. — С. 7—16.
- История античного театра, — М.—Л., 1940.

## Нагороди
- Звання "Заслужений діяча науки УРСР" ( січень 1941)